# Nicolai Eigtved

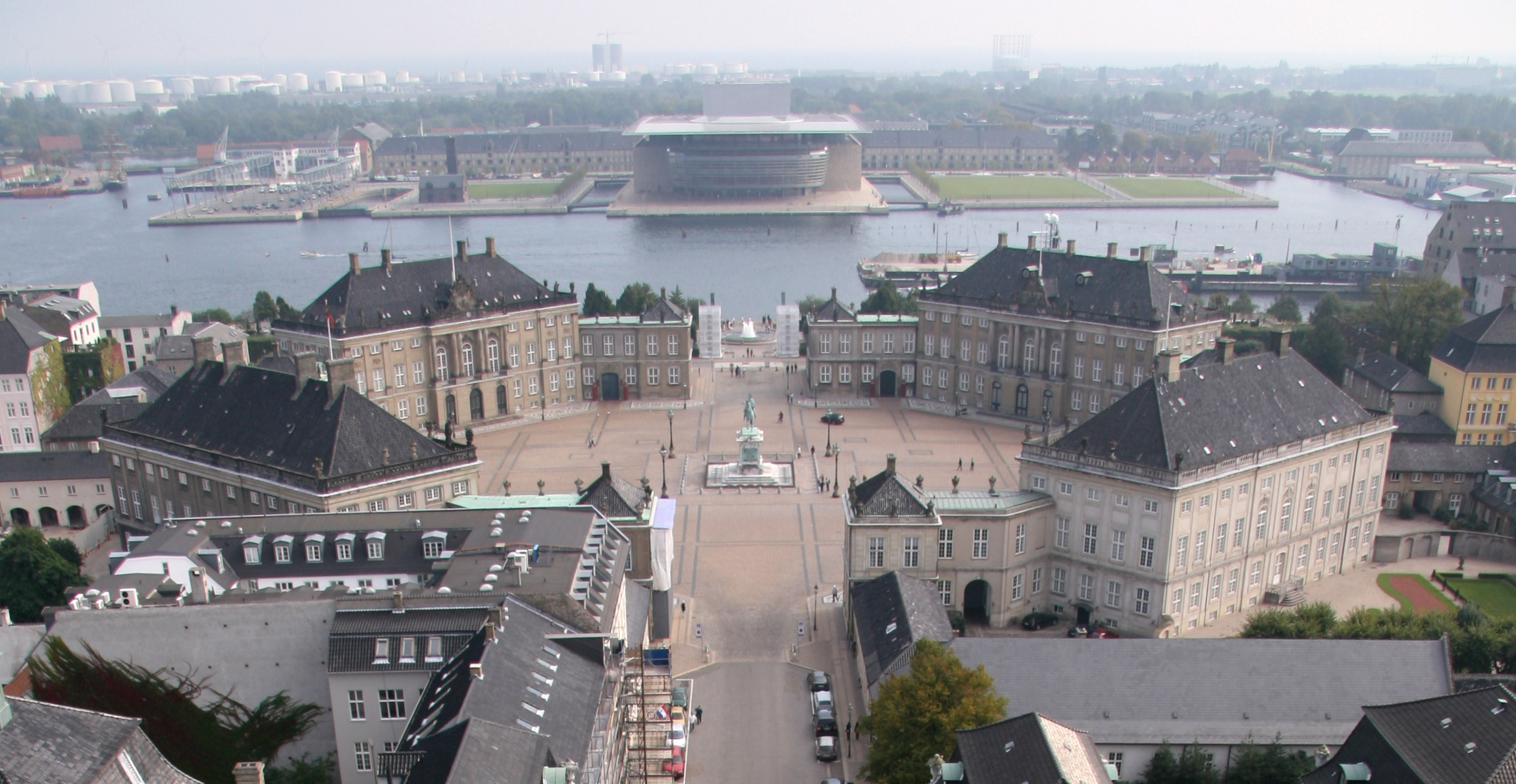
Amalienborg

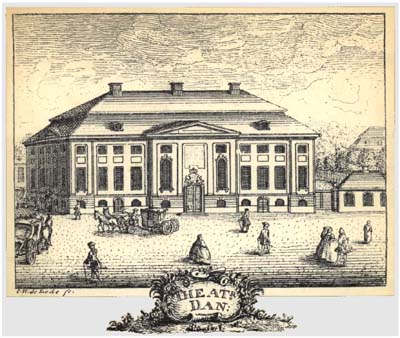
Teatr Królewski

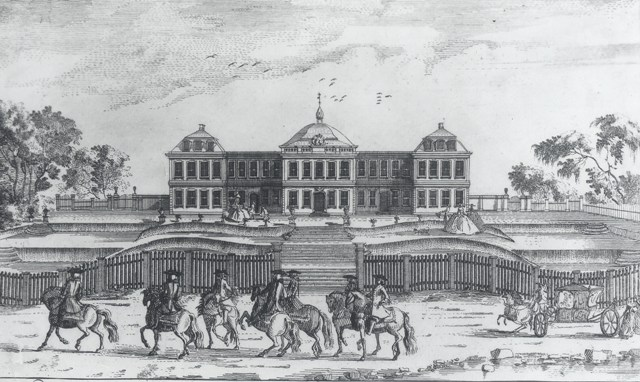
Sophienberg

Nicolai Eigtved także Niels Eigtved (ur. 4 czerwca 1701 w Haraldsted Sogn, zm. 7 czerwca 1754 w Kopenhadze) – duński architekt, pionier rokoko w Danii, projektant pałaców królewskich Amalienborga.

## Życiorys
Nicolai Eigtved urodził się 4 czerwca 1701 roku w Haraldsted Sogn. Zdobył zawód ogrodnika i pracował za granicą – w berlińskim Charlottenburgu a także w Warszawie.
W 1726 roku został zatrudniony przez saskiego architekta Carla Friedricha Pöppelmanna (1697–1750). Uczył się projektowania, będąc pod wpływem drezdeńskich architektów baroku – m.in. Jeana de Bodta (1670–1745), Zachariasa Longueluna (1669–1748) i Matthäusa Daniela Pöppelmanna (1662–1737). Pracował dla korpusu inżynieryjnego wojsk sasko-polskich. W 1730 roku brał udział w budowie obozu wojskowego w Zeithain na zlecenie króla Polski Augusta II Mocnego. Tam spotkał Poula Løvenørna, generała duńskiego i zaufanego współpracownika króla Chrystiana VI Oldenburga, który zwrócił uwagę monarchy na młodego architekta.
Løvenørn sfinansował podróż studialną Eigtveda, który w 1733 roku udał się do Rzymu, następnie do Wiednia i Monachium, gdzie zapoznał się z rokokowymi pracami François de Cuvilliés'a (1695–1768).
W 1735 roku Eigtved przyjechał do Kopenhagi, gdzie wraz z Lauridsem Lauridsenem Thurahem (1706–1759) pracował nad wnętrzami pałacu Christiansborg, który powstawał według projektu Eliasa Häussera (1687–1745). Eigtved zaprojektował m.in. apartamenty królewskie, główną klatkę schodową i kaplicę pałacową. Szybko zdobył uznanie króla i wysoką pozycję wśród architektów królewskich – w 1742 roku został członkiem królewskiej komisji budowlanej i objął kierownictwo nad królewskimi projektami budowlanymi na terenie Kopenhagi.
W 1753 roku poślubił Sophie Christine Walther pokojówkę księżniczki Luizy.
W 1749 roku został głównym projektantem królewskich rezydencji w nowo budowanej dzielnicy Frederiksstaden. Zaprojektował kościół Fryderyka, pałace Amalienborga, a także królewski teatr i królewski szpital.
Projektował w stylu rokoko, który rozpropagował w Danii.       
Zmarł 7 czerwca 1754 roku w Kopenhadze.

## Wybrane dzieła
- 1737–1742 – Pałac Christiansborg – wnętrza (spalone w pożarze 1794 roku)[2]
- 1739–1744 – Kościół zamkowy w Christiansborgu – wnętrza (spalone w pożarze 1794 roku)[2]
- 1749 – Kościół Fryderyka w Kopenhadze[2]
- 1743–1744 – pałac dla następcy tronu Fryderyka – Prinsens Palæ[2]
- 1743–1744 – pałac Sophienberg[2]
- 1744–1746 – dwór Frederiksdal[2]
- 1749 – Amalienborg[2]
- 1752-55 - rezydencja Viðeyjarstofa na wyspie Viðey (Islandia)[4]